# Hoplomys gymnurus
Hoplomys gymnurus là một loài động vật có vú trong họ Echimyidae, bộ Gặm nhấm. Loài này được Thomas mô tả năm 1897.

## Hình ảnh

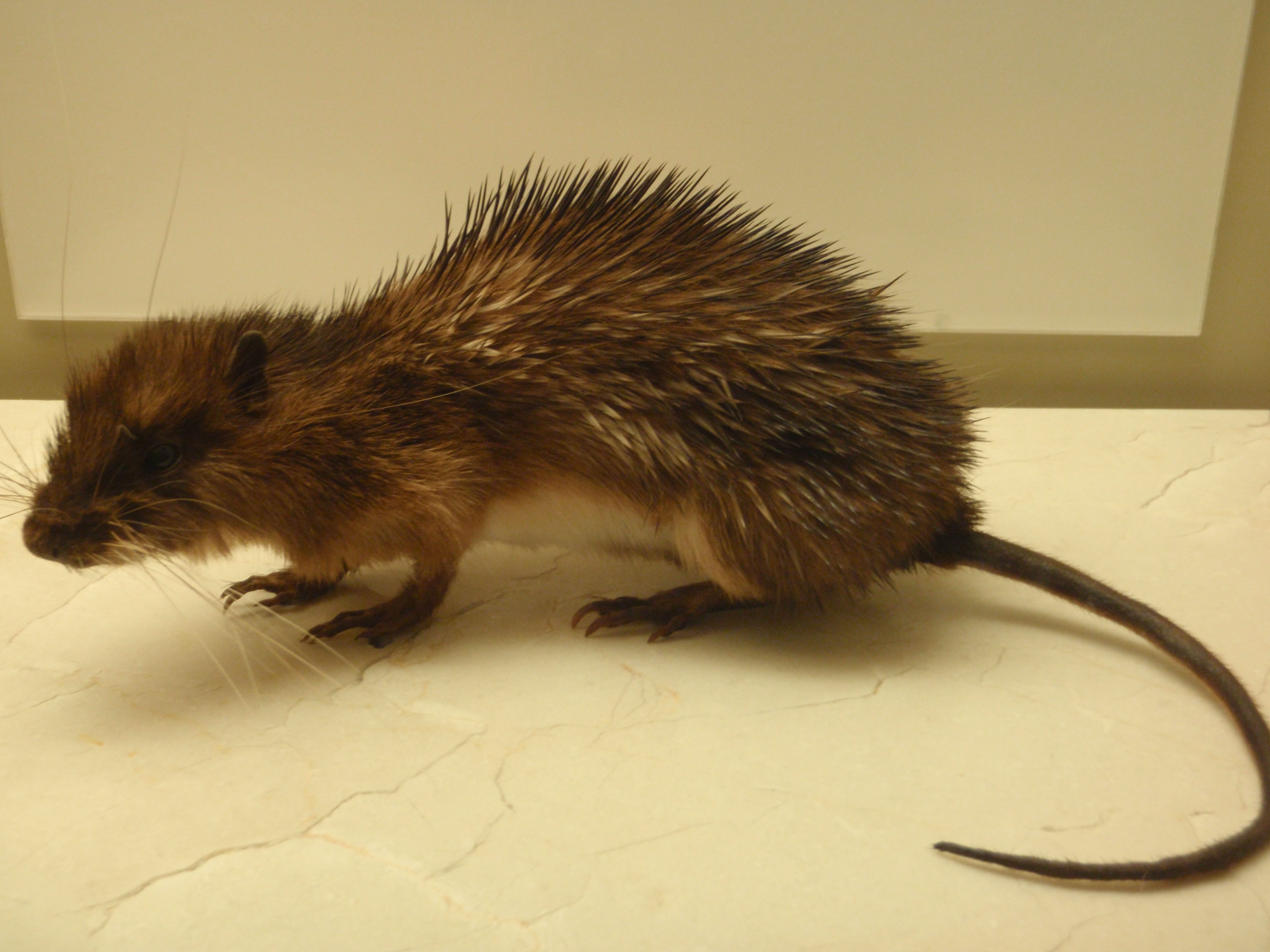